# Ariadna subnubila
Espèce
Ariadna subnubila est une espèce d'araignées aranéomorphes de la famille des Segestriidae.

## Distribution
Cette espèce est endémique de Tasmanie en Australie. Elle se rencontre vers McPartlan Pass.

## Description
Le mâle holotype mesure 4,6 mm.

## Publication originale
- Marsh, Stevens & Framenau, 2022 : « A taxonomic revision of the tube-web spiders of the genus Ariadna (Araneae: Segestriidae) in Tasmania. » Zootaxa, no 5105(2), p. 151-201.